# Shadow of the Sword - La leggenda del carnefice
Shadow of the Sword - La leggenda del carnefice (The Headsman) è un film del 2005 diretto da Simon Aeby.
Il film è stato girato in Austria ed in Ungheria. Fu candidato per il Grand Prix des Amériques al Montreal World Film Festival nel 2005.

## Trama
Il film tratta i primi anni del XVI secolo, sotto il regno di Ferdinando I d'Asburgo prima della riforma luterana, nell'area del Tirolo, dove la Chiesa era alleata alla politica.
Due orfani vengono raccolti dalla chiesa locale, Martin e Georg. I due in seguito prenderanno strade diverse, il primo diventa soldato, mentre il secondo diventa priore.
Dopo alcuni anni, i due si ritrovano, ma si troveranno su due punti di vista diversi, che metteranno in pericolo la loro idea.